# Іщенко Андрій Васильович
Андрі́й Васи́льович І́щенко — рядовий батальйону патрульної служби міліції особливого призначення «Чернігів», загинув в ході російсько-української війни.

## Життєпис
2000 року закінчив ВПУ № 15 міста Чернігова, верстатник широкого профілю.
Рядовий міліції, батальйон патрульної служби міліції особливого призначення «Чернігів» з липня 2014-го.
Удень 16 листопада 2014 року озброєні терористи переправилися через річку Сіверський Донець та обстріляли з автоматичної зброї й гранатометів патрульний автомобіль батальйону «Чернігів» та блокпост ЗСУ. Це сталося поблизу автостанції Станиці Луганської. Тоді ж загинули рядовий міліції Віктор Запека та старший сержант міліції Олександр Найдьон, Роман Лось зазнав важких поранень.
Вдома лишилися мати, батько, дружина, дочка та 3-місячний син.
Похований у Чернігові, кладовище Яцево.

## Нагороди
- Указом Президента України № 942/2014 від 19 грудня 2014 року, «за особисту мужність і героїзм, виявлені у захисті державного суверенітету та територіальної цілісності України, високий професіоналізм, зразкове виконання службового обов'язку та з нагоди Дня міліції», нагороджений орденом «За мужність» III ступеня (посмертно)[1].
- Рішенням міської ради міста Чернігова присвоєно почесне звання «Захисник України — Герой Чернігова» (посмертно)[2].
- 30 листопада 2021 року — Почесна відзнака Чернігівської обласної ради «За мужність і вірність Україні»[3].